# Kap Pyla
Kap Pyla (griechisch Ακρωτήριο Πύλας Akrotirio Pylas) ist ein Kap im Südosten der Insel Zypern. Es liegt innerhalb der britischen Militärbasis Akrotiri und Dekelia etwa 20 km östlich von Larnaka. Das Kap hat seinen Namen von der nahe gelegenen Stadt Pyla, die nach der türkischen Invasion von 1974 in der Pufferzone liegt und von den Vereinten Nationen verwaltet wird. 

## Geographie
Das Kap Pyla befindet sich im Osten der Bucht von Larnaka in der Nähe des Ortes Xylofagou und bildet den östlichsten Punkt der Bucht. Das Kap Greco liegt rund 20 km weiter östlich und die Küste dazwischen ist meist felsig. Das Kap erreicht eine Höhe von bis zu 114,6 Metern. Auf ihm befinden sich die Ruinen des Turms von Xylofagou, der in venezianischer Zeit erbaut wurde und als Wachturm genutzt wurde. Im Verbund mit dem Turm von Kiti konnte so vom Kap Kiti und vom Kap Pyla die Bucht von Larnaka überwacht werden.
Im Jahr 1901 wurden in fünf Höhlen am Kap Pyla die Überreste von ausgestorbenen Zypern-Zwergflusspferden gefunden.